# Компаньон (хоккейный клуб)
«Компаньон» (укр. Компаньйон) — украинский хоккейный клуб из Киева. Основан в 2007 году. Выступает в чемпионате чемпионате Украины.
Домашние игры проводит в СК АТЕК. Цвета клуба — красный, белый. С 2010 по 2015 годы носил название «Компаньон-Нафтогаз» (укр. Компаньйон-Нафтогаз) по названию спонсора.
В сезоне 2015/2016 основу клуба составили воспитанники ДЮСШ «Льдинка» 1997 г.р. В связи с этим клуб выступал под названием «Льдинка-Компаньон».

## История

### Достижения
- Чемпион чемпионата Украины (2013)
- Бронзовый призёр чемпионата Украины (2007, 2011)
- Бронзовый призёр Кубка Украины (2007).